# Hernö Gin
Hernö Gin är en svensk producent av hantverksmässigt gin i byn Dala strax utanför Härnösand i Höga Kusten. Bolaget grundades 2011 av Jon Hillgren.

## Utmärkelser
- 2015: Contemporary Style Gin Trophy, International Wine and Spirit Competition(en)[2]
- 2016: Gin & Tonic Trophy, International Wine and Spirits Competition.[3]
- 2016: Taste Master Gin, Global Gin Masters.
- 2017: World’s Best Gin, World Drinks Awards.
- 2017: London Dry Gin Trophy, International Wine and Spirits Competition.
- 2018: World’s Best Gin, World Drinks Awards.
- 2019: World’s Best Matured Gin, WDA.
- 2020: Gin & Tonic Trophy, International Wine and Spirits Competition.[4]
- 2020: Taste Master Gin, Global Gin Masters.
- 2021: Best of Class International Gin, American Distilling Institute.
- 2022: Taste Master Gin, Global Gin Masters.
- 2022: Best of Class International Gin, American Distilling Institute.[5]
- 2023: Gin & Tonic Trophy, International's Wine and Spirits Competition

### Utmärkelser för världens bästa destilleri
- 2016: International Gin Producer of the Year, International Wine and Spirits Competition.
- 2017: International Gin Producer of the Year, International Wine and Spirits Competition.